# Regional Airlines (France)
Pour les articles homonymes, voir Regional Airlines.
Regional Airlines (code IATA : VM, code OACI : RGI) est une ancienne compagnie aérienne régionale française née du regroupement de l'activité lignes régulières de deux compagnies aériennes régionales que sont Air Vendée et Airlec et de la participation financière de deux autres, Air Exel et Air Transport Pyrénées.

## Histoire
C'est le 1er janvier 1992 que les compagnies Air Vendée (fondée par Jean-Paul Dubreuil dans les années 1970), Airlec, Air Exel et Air Transport Pyrénées (A.T.P.) regroupent leurs activités lignes régulières pour donner naissance à Regional Airlines en reprenant le code IATA d'Air Vendée, le code VM.
Régional Airlines est alors détenue à 60% par Air Vendée, 14% par Airlec, 14% par Air Exel et 12% par Air Transport Pyrénées. Seules Air Vendée et Airlec changent de nom pour REGIONAL Airlines disposant maintenant de 25 lignes et 79 personnels dont 51 navigants.
Si Air Vendée et Airlec changent de nom, Air Exel et A.T.P. conservent le leurs.
Elle signe un accord commercial avec Ibéria  en 1994 permettant le double bigramme VM/IB (codes IATA), Regional se substitue alors à la compagnie nationale Espagnole sur les liaisons province-Espagne.
En 1995, la compagnie a transporté sur les 11 premiers mois, plus de 306 000 passagers (+ 140 % par rapport à 1994) avec 22 avions, 320 personnels dont 146 navigants. Le taux de remplissage est de 50,4 % et le chiffre d'affaires est de 450 millions de francs (compagnie bénéficiaire depuis 1994).
Elle signe un accord commercial avec Crossair cette année là pour la double exploitation de la ligne Bordeaux-Genève, abandonnée par Air France.
Elle est sacrée "Compagnie européenne régionale de l'année 95/96".
Regional emménage en Avril 1996 dans son nouveau siège de Bouguenais sur la plateforme de l'aéroport international de Nantes.
Le 1er juillet, elle signe un accord commercial avec KLM pour la reprise de la ligne Marseille-Amsterdam.
1996 sera également l'année de son entrée en bourse (Second marché de la Bourse de Paris) et l'arrivée de jet type Embraer 145. Elle compte alors 155 vols quotidiens.
En 2000, Regional Airlines passe sous le contrôle du groupe Air France,,,.
En 2001, c'est la fusion de Regional Airlines avec Flandre Air et Proteus Airlines (qui détient Air Transport Pyrénées) pour donner naissance à Régional dont le siège est basé sur l'aéroport de Nantes.
En 2013, la compagnie Régional fusionnera à son tour avec Brit'Air et Airlinair pour devenir Hop! Air France puis Air France Hop!.

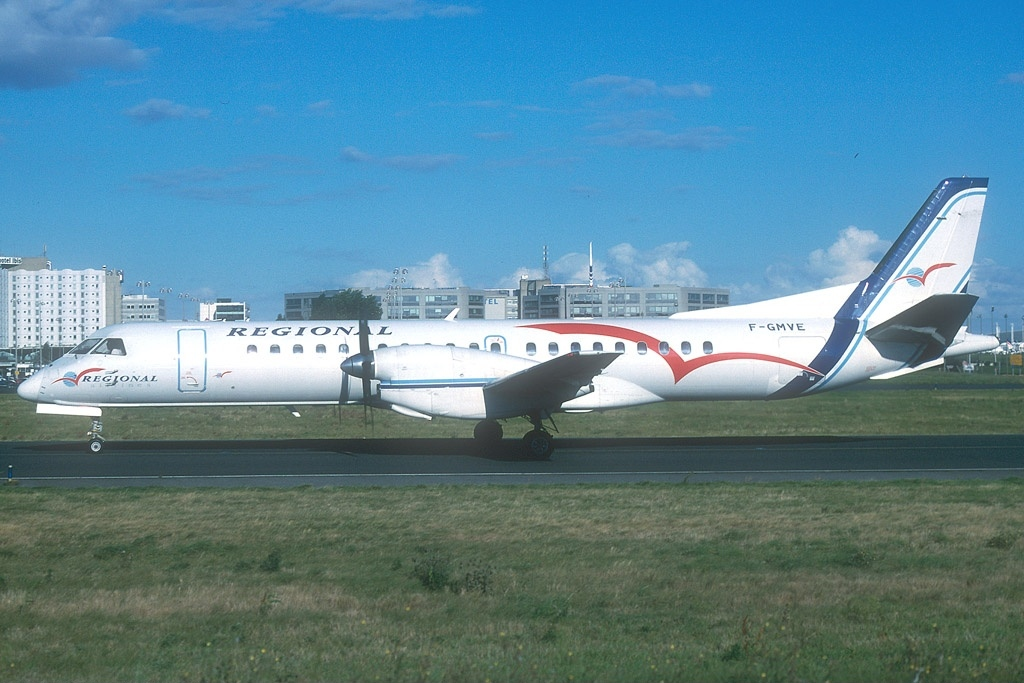
Saab 2000 F-GMVE de REGIONAL Airlines à Paris-CDG en janvier 2000